# Iyonus
Iyonus is een geslacht van hooiwagens uit de familie Podoctidae.
De wetenschappelijke naam Iyonus is voor het eerst geldig gepubliceerd door Suzuki in 1964. 

## Soorten
Iyonus is monotypisch en omvat slechts de volgende soort:
- Iyonus yuyama